# Fusitriton oregonensis
Fusitriton oregonensis is een slakkensoort uit de familie van de Cymatiidae. De wetenschappelijke naam van de soort werd voor het eerst geldig gepubliceerd in 1846 door Redfield als Triton oregonensis.